# Idiomas de China

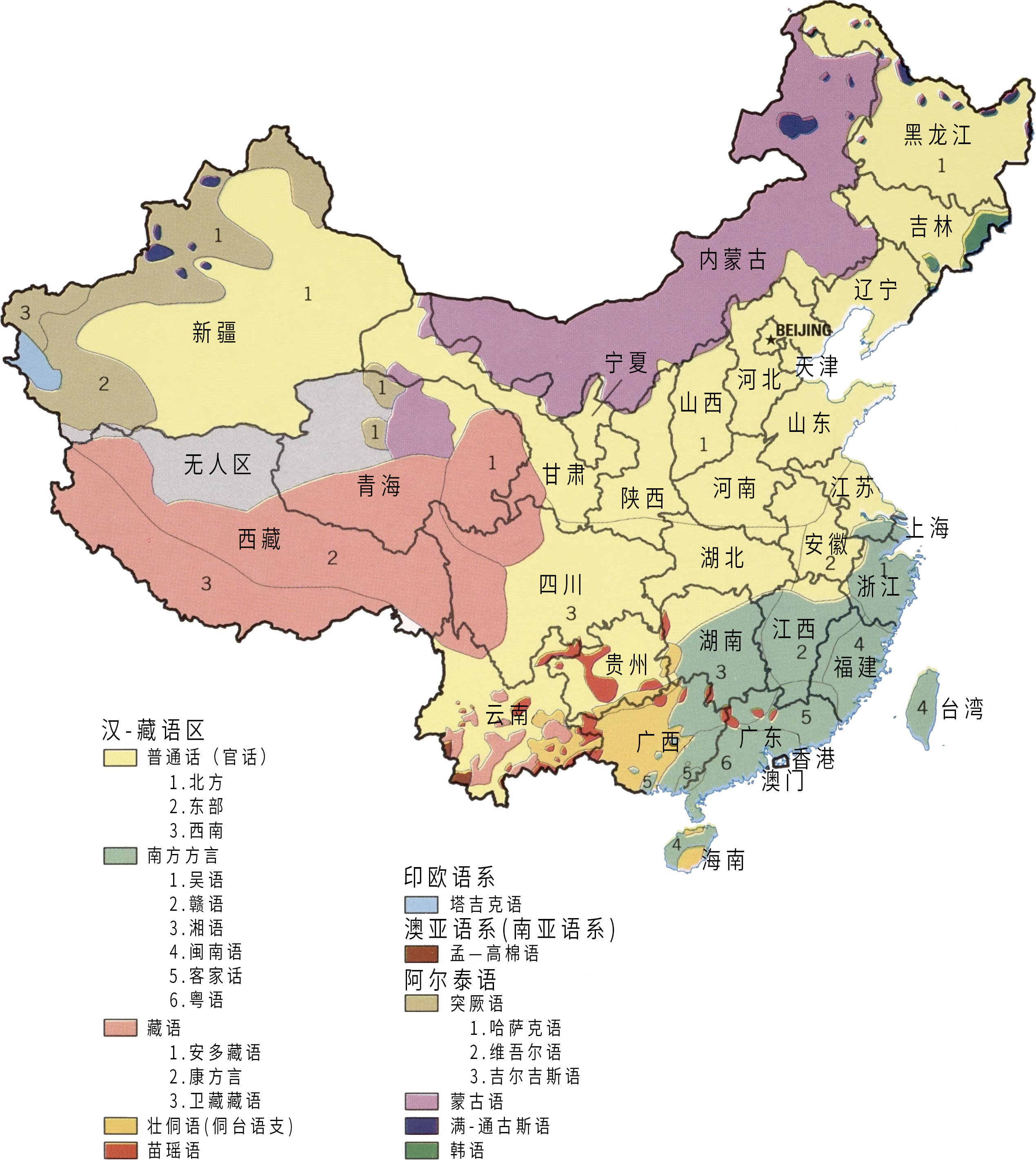
Mapa lingüístico de China.

Los idiomas de China son el conjunto de lenguas habladas por los 56 grupos étnicos reconocidos. China es un país multiétnico y multilingüe con una gran diversidad lingüística, y lenguas de varias familias lingüísticas diferentes sin relación entre sí. Las lenguas de China son designadas colectivamente como zhōng yǔ (en chino tradicional, 中語; en chino simplificado, 中语; pinyin, zhōngyǔ) en la terminología oficial, y su estudio se considera una disciplina académica en la propia China. Los idiomas mejor documentados y más apoyados por la educación pública son el chino estándar, el mongol, el tibetano estándar, el uigur y el zhuang estándar. En total en China, existen 302 lenguas vivas actualmente, de acuerdo con Ethnologue.
Si bien demográficamente predominan las lenguas siníticas (con más del 90 % de la población), y en particular el chino mandarín estándar, existen minorías importantes de las familias sinotibetana, hmong-mien, tai-kadai y de otras cuatro familias lingüísticas más. Por esa razón las lenguas de China son morfógicamente, fonológicamente muy diversas y cada una de ellas carece de inteligibilidad mutua con casi todas las demás (existen algunas pocas excepciones a esto).

## Papel del chino estándar

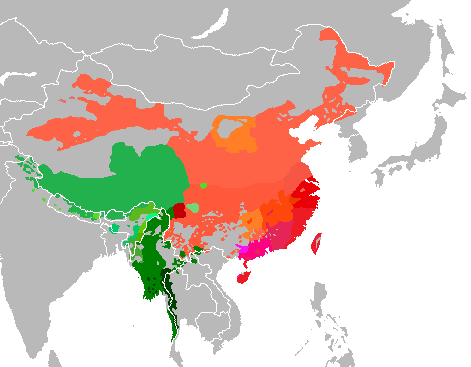
Familia sinotibetana.

El chino estándar (conocido en la República Popular China como putonghua 'idioma común') es el idioma demográficamente más extendido y también es oficial en todo el país. Muchas otras regiones autónomas tienen idiomas oficiales adicionales que son usados en sus respectivos territorios. Las políticas lingüísticas de China no se aplican en Hong Kong ni Macao que tienen dos idiomas oficiales (inglés y portugués respectivamente), diferentes de la lengua oficial en China continental, aparte del cantonés. Las lenguas regionales de las regiones autónomas tienen uso oficial conjunto, así por ejemplo el tibetano tiene estatus oficial en la región autónoma del Tíbet y el mongol tiene estatus oficial en la región autónoma de Mongolia Interior, aunque en ambas se usa también el chino estándar.
Existen grandes incentivos económicos, sociales y prácticos para hablar bien el putonghua, que es una forma estandarizada de chino mandarín, basado en el uso de la ciudad de Pekín y hablado con diferentes grados de interferencia de otras variedades siníticas a lo largo de norte y el suroeste de China. El putonghua sirve además como lingua franca dentro de la región donde se habla mandarín y en menor medida entre otros grupos de la China continental. Por esa razón, la mayor parte de la población con independencia de cual es su lengua materna conoce el putonghua.

## Lenguas por familia
Las lenguas habladas por las nacionalidades que son parte de los grupos reconocidos oficialmente pertenecen a al menos nueve familias diferentes:
1. Familia sinotibetanas: con 19 etnicidades reconocidas oficialmente, incluyendo los han y los tibetanos.
2. Familia tai-kadai: los zhuang hablan un número importante de variedades diferentes, los bouyei, los dai, los dong y los hlai. Entre ellos existen 9 etnias reconocidas oficialmente. Muchos lingüistas dicen que esta familia es parte de las lenguas sino-tibetanas, pero fuera la mayor parte de lingüistas no considera aprobada esta relación.
3. Familia hmong-mien: 3 etnias reconocidas oficialmente
4. Familia austroasiática: 4 etnias reconocidas oficialmente (los de'ang, los blang, los gin y los wa).
5. Familia túrquica:  uigures, kazajos, salares, etc. 7 etnias reconocidas oficialmente.[3]
6. Familia mongólica:  mongoles, dongxiang y otros grupos relacionados. 6 etnias oficilamente reconocidas.[3]
7. Familia tungús: manchúes (lengua extinta), nanais (hezhe), etc. 5 etnias reconocías oficialmente.
8. Idioma coreano
9. Familia indoeuropea: 2 etnias reconocidas oficialmente (los rusos de China y los tayikos). Además existen una lengua fuertemente influida por el persa, el äynu hablado por el pueblo homónimo del sureste de Xinjiang que oficialmente se consideran parte de los uigures a pesar de sus diferencias. Además en los enclaves de Hong Kong y Macao son oficiales dos lenguas europeas (inglés en Hong Kong y portugués en Macao, junto otras lenguas siníticas). En la región de Guangdong existe una minoría que habla francés, al haber sido en su momento un protectorado de Francia.
10. Familia austronesia: 1 etnia oficialmente reconocida (los gaoshan, que hablan de hecho diversas lenguas formosanas, los utsuls, cuya lengua, el tsat, no tiene reconocimiento oficial pero son considerados oficialmente parte de los hui).

Además de las etnias oficialmente reconocidas, existen otras etnias no reconocidas oficialmente por la República Popular China, algunas de ellas con su propia lengua.

Familia hmong-mien
Familia tai–kadai
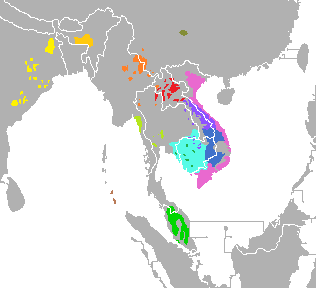
Familia austroasiática

## Clasificación de las lenguas autóctonas
El siguiente cuadro recoge la mayoría de lenguas habladas en China, el orden en el que aparecen es familia, subfamilia y grupo. Si bien oficialmente reconoce la existencia de al menos 56 minorías étnicas, el número de lenguas es muy superior ya que algunas de estas minorías en realidad hablan varios idiomas diferentes, aunque en términos oficiales se los agrupe en la misma nacionalidad histórica.
| Clasificación de las lenguas de China |                    |                        |                             |                                                                       |
| Familia | Grupo              | Grupo                  | Lengua                      | Territorio / Etnia                                                    |
| Lenguas sinotibetanas La familia demográfica e históricamente más destacada de China, actualmente la mayor parte de personas en China hablan alguna lengua de la rama sinítica.                       | Sinítico           | Guan-Jin (bĕifānghuà)  | chino mandarín (汉语)       | (casi toda China) / Hàn, 汉                                           |
| Lenguas sinotibetanas La familia demográfica e históricamente más destacada de China, actualmente la mayor parte de personas en China hablan alguna lengua de la rama sinítica.                       | Sinítico           | Guan-Jin (bĕifānghuà)  | chino jin (晋语)            | Hebei, Henan, Shaanxi                                                 |
| Lenguas sinotibetanas La familia demográfica e históricamente más destacada de China, actualmente la mayor parte de personas en China hablan alguna lengua de la rama sinítica.                       | Sinítico           | Wú                     | chino wu (吴语)             | Zhejiang, Jiangsu, Anhui y Jiangxi                                    |
| Lenguas sinotibetanas La familia demográfica e históricamente más destacada de China, actualmente la mayor parte de personas en China hablan alguna lengua de la rama sinítica.                       | Sinítico           | Gàn-kèjiā              | chino gàn (贛語)            | Jiangxi                                                               |
| Lenguas sinotibetanas La familia demográfica e históricamente más destacada de China, actualmente la mayor parte de personas en China hablan alguna lengua de la rama sinítica.                       | Sinítico           | Gàn-kèjiā              | chino hakka (客家话)        | Guangdong, Fujian, Jiangxi, Guangxi, Sichuan, Hunan, Guizhou y Hainan |
| Lenguas sinotibetanas La familia demográfica e históricamente más destacada de China, actualmente la mayor parte de personas en China hablan alguna lengua de la rama sinítica.                       | Sinítico           | Xiang                  | chino xiang (湘语)          | Hunan, Sichuan y Guangxi                                              |
| Lenguas sinotibetanas La familia demográfica e históricamente más destacada de China, actualmente la mayor parte de personas en China hablan alguna lengua de la rama sinítica.                       | Sinítico           | Yuè                    | chino cantonés (粵語)       | Guangdong                                                             |
| Lenguas sinotibetanas La familia demográfica e históricamente más destacada de China, actualmente la mayor parte de personas en China hablan alguna lengua de la rama sinítica.                       | Sinítico           | Yuè                    | chino ping (平话)           | Guangxi y Hunan                                                       |
| Lenguas sinotibetanas La familia demográfica e históricamente más destacada de China, actualmente la mayor parte de personas en China hablan alguna lengua de la rama sinítica.                       | Sinítico           | Min                    | mǐn běi (闽北语)            | Fujian                                                                |
| Lenguas sinotibetanas La familia demográfica e históricamente más destacada de China, actualmente la mayor parte de personas en China hablan alguna lengua de la rama sinítica.                       | Sinítico           | Min                    | mǐn nán (闽南语)            | Fujian, Guangdong, Hainan Zhejiang y Taiwán                           |
| Lenguas sinotibetanas La familia demográfica e históricamente más destacada de China, actualmente la mayor parte de personas en China hablan alguna lengua de la rama sinítica.                       | Tibetano-birmano   | Qiang                  | Qiang norte (羌北)          | Sichuan/ Qiang, 羌                                                    |
| Lenguas sinotibetanas La familia demográfica e históricamente más destacada de China, actualmente la mayor parte de personas en China hablan alguna lengua de la rama sinítica.                       | Tibetano-birmano   | Qiang                  | Qiang sur (羌南)            | Sichuan/ Qiang, 羌                                                    |
| Lenguas sinotibetanas La familia demográfica e históricamente más destacada de China, actualmente la mayor parte de personas en China hablan alguna lengua de la rama sinítica.                       | Tibetano-birmano   | Qiang                  | Pǔmǐ (普米)                 | Sichuan y Yúnnán                                                      |
| Lenguas sinotibetanas La familia demográfica e históricamente más destacada de China, actualmente la mayor parte de personas en China hablan alguna lengua de la rama sinítica.                       | Tibetano-birmano   | Qiang                  | Báimǎ (白马)                | Sichuan                                                               |
| Lenguas sinotibetanas La familia demográfica e históricamente más destacada de China, actualmente la mayor parte de personas en China hablan alguna lengua de la rama sinítica.                       | Tibetano-birmano   | Qiang                  | Xīxià (西夏) (†)            | Imperio tangut                                                        |
| Lenguas sinotibetanas La familia demográfica e históricamente más destacada de China, actualmente la mayor parte de personas en China hablan alguna lengua de la rama sinítica.                       | Tibetano-birmano   | Tibético               | Tibetano central (衛藏方言) | Tíbet                                                                 |
| Lenguas sinotibetanas La familia demográfica e históricamente más destacada de China, actualmente la mayor parte de personas en China hablan alguna lengua de la rama sinítica.                       | Tibetano-birmano   | Tibético               | Tibetano amdo (安多方言)    | Qinghai, Gansu, Tíbet y Sichuan                                       |
| Lenguas sinotibetanas La familia demográfica e históricamente más destacada de China, actualmente la mayor parte de personas en China hablan alguna lengua de la rama sinítica.                       | Tibetano-birmano   | Tibético               | Tibetano khams (康方言)     | W. Sichuan, NW. Yunnan                                                |
| Lenguas sinotibetanas La familia demográfica e históricamente más destacada de China, actualmente la mayor parte de personas en China hablan alguna lengua de la rama sinítica.                       | Tibetano-birmano   | Tibético               | Baima (白马语)              | Sichuan y Gansu                                                       |
| Lenguas sinotibetanas La familia demográfica e históricamente más destacada de China, actualmente la mayor parte de personas en China hablan alguna lengua de la rama sinítica.                       | Tibetano-birmano   | Tibético               | Choni (tewo)                | Sichuan y Gansu                                                       |
| Lenguas sinotibetanas La familia demográfica e históricamente más destacada de China, actualmente la mayor parte de personas en China hablan alguna lengua de la rama sinítica.                       | Tibetano-birmano   | Tibético               | Dongwang                    | Yunnan                                                                |
| Lenguas sinotibetanas La familia demográfica e históricamente más destacada de China, actualmente la mayor parte de personas en China hablan alguna lengua de la rama sinítica.                       | Tibetano-birmano   | Tibético               | Drugchu                     | Gansu                                                                 |
| Lenguas sinotibetanas La familia demográfica e históricamente más destacada de China, actualmente la mayor parte de personas en China hablan alguna lengua de la rama sinítica.                       | Tibetano-birmano   | Tibético               | Groma (Tromowa)             | Tibet                                                                 |
| Lenguas sinotibetanas La familia demográfica e históricamente más destacada de China, actualmente la mayor parte de personas en China hablan alguna lengua de la rama sinítica.                       | Tibetano-birmano   | Tibético               | Gserpa (色尔坝)             | Sichuan                                                               |
| Lenguas sinotibetanas La familia demográfica e históricamente más destacada de China, actualmente la mayor parte de personas en China hablan alguna lengua de la rama sinítica.                       | Tibetano-birmano   | Tibético               | Khalong (Rdoskad)           | Sichuan                                                               |
| Lenguas sinotibetanas La familia demográfica e históricamente más destacada de China, actualmente la mayor parte de personas en China hablan alguna lengua de la rama sinítica.                       | Tibetano-birmano   | Tibético               | Ladakhi                     | Changtang                                                             |
| Lenguas sinotibetanas La familia demográfica e históricamente más destacada de China, actualmente la mayor parte de personas en China hablan alguna lengua de la rama sinítica.                       | Tibetano-birmano   | Tibético               | Sherpa                      | Tíbet                                                                 |
| Lenguas sinotibetanas La familia demográfica e históricamente más destacada de China, actualmente la mayor parte de personas en China hablan alguna lengua de la rama sinítica.                       | Tibetano-birmano   | Tibético               | Zhonggu                     | Sichuan                                                               |
| Lenguas sinotibetanas La familia demográfica e históricamente más destacada de China, actualmente la mayor parte de personas en China hablan alguna lengua de la rama sinítica.                       | Tibetano-birmano   | Tibético               | Zitsadegu                   | Jiuzhaigou (Sichuan)                                                  |
| Lenguas sinotibetanas La familia demográfica e históricamente más destacada de China, actualmente la mayor parte de personas en China hablan alguna lengua de la rama sinítica.                       | Tibetano-birmano   | Bódico                 | Lhoba                       | Tíbet                                                                 |
| Lenguas sinotibetanas La familia demográfica e históricamente más destacada de China, actualmente la mayor parte de personas en China hablan alguna lengua de la rama sinítica.                       | Tibetano-birmano   | Bódico                 | Monpa                       |                                                                       |
| Lenguas sinotibetanas La familia demográfica e históricamente más destacada de China, actualmente la mayor parte de personas en China hablan alguna lengua de la rama sinítica.                       | Tibetano-birmano   | Himalayo Occ.          | Tinani                      | Tíbet                                                                 |
| Lenguas sinotibetanas La familia demográfica e históricamente más destacada de China, actualmente la mayor parte de personas en China hablan alguna lengua de la rama sinítica.                       | Tibetano-birmano   | Himalayo Occ.          | Zhang-Zhung                 | Tíbet                                                                 |
| Lenguas sinotibetanas La familia demográfica e históricamente más destacada de China, actualmente la mayor parte de personas en China hablan alguna lengua de la rama sinítica.                       | Tibetano-birmano   | rGyalrong              | Khroskyabs                  |                                                                       |
| Lenguas sinotibetanas La familia demográfica e históricamente más destacada de China, actualmente la mayor parte de personas en China hablan alguna lengua de la rama sinítica.                       | Tibetano-birmano   | rGyalrong              | Horpa (道孚)                |                                                                       |
| Lenguas sinotibetanas La familia demográfica e históricamente más destacada de China, actualmente la mayor parte de personas en China hablan alguna lengua de la rama sinítica.                       | Tibetano-birmano   | rGyalrong              | Situ (四土)                 |                                                                       |
| Lenguas sinotibetanas La familia demográfica e históricamente más destacada de China, actualmente la mayor parte de personas en China hablan alguna lengua de la rama sinítica.                       | Tibetano-birmano   | rGyalrong              | Japhug (茶堡)               |                                                                       |
| Lenguas sinotibetanas La familia demográfica e históricamente más destacada de China, actualmente la mayor parte de personas en China hablan alguna lengua de la rama sinítica.                       | Tibetano-birmano   | rGyalrong              | Tshobdun (草登)             |                                                                       |
| Lenguas sinotibetanas La familia demográfica e históricamente más destacada de China, actualmente la mayor parte de personas en China hablan alguna lengua de la rama sinítica.                       | Tibetano-birmano   | rGyalrong              | Zbu (日部)                  |                                                                       |
| Lenguas tai-kadai Una familia originaria del sureste de China que se expandió hacia el Sudeste Asiático.                                                                                              | Hlai               | Hlai                   | Jiamao                      | *                                                                     |
| Lenguas tai-kadai Una familia originaria del sureste de China que se expandió hacia el Sudeste Asiático.                                                                                              | Hlai               | Hlai                   | hlai                        | *                                                                     |
| Lenguas tai-kadai Una familia originaria del sureste de China que se expandió hacia el Sudeste Asiático.                                                                                              | Kadai              | Bu-rong                | Yerong                      | *                                                                     |
| Lenguas tai-kadai Una familia originaria del sureste de China que se expandió hacia el Sudeste Asiático.                                                                                              | Kadai              | Yang-Biao              | Buyang                      |                                                                       |
| Lenguas tai-kadai Una familia originaria del sureste de China que se expandió hacia el Sudeste Asiático.                                                                                              | Kadai              | Yang-Biao              | Cun                         |                                                                       |
| Lenguas tai-kadai Una familia originaria del sureste de China que se expandió hacia el Sudeste Asiático.                                                                                              | Kam-Tai            | Be                     | Lingao                      |                                                                       |
| Lenguas tai-kadai Una familia originaria del sureste de China que se expandió hacia el Sudeste Asiático.                                                                                              | Kam-Tai            | Tai central            | Zhuang                      |                                                                       |
| Lenguas tai-kadai Una familia originaria del sureste de China que se expandió hacia el Sudeste Asiático.                                                                                              | Kam-Tai            | Tai central            | E                           | *                                                                     |
| Lenguas tai-kadai Una familia originaria del sureste de China que se expandió hacia el Sudeste Asiático.                                                                                              | Kam-Tai            | Tai norte              | Zhuang norte                |                                                                       |
| Lenguas tai-kadai Una familia originaria del sureste de China que se expandió hacia el Sudeste Asiático.                                                                                              | Kam-Sui            |                        |                             |                                                                       |
| Lenguas tai-kadai Una familia originaria del sureste de China que se expandió hacia el Sudeste Asiático.                                                                                              | Ai-Cham            |                        |                             |                                                                       |
| Lenguas tai-kadai Una familia originaria del sureste de China que se expandió hacia el Sudeste Asiático.                                                                                              | Cao Miao           |                        |                             |                                                                       |
| Lenguas tai-kadai Una familia originaria del sureste de China que se expandió hacia el Sudeste Asiático.                                                                                              | Dong septentrional |                        |                             |                                                                       |
| Lenguas tai-kadai Una familia originaria del sureste de China que se expandió hacia el Sudeste Asiático.                                                                                              | Dong meridional    |                        |                             |                                                                       |
| Lenguas tai-kadai Una familia originaria del sureste de China que se expandió hacia el Sudeste Asiático.                                                                                              | Mak                |                        |                             |                                                                       |
| Lenguas tai-kadai Una familia originaria del sureste de China que se expandió hacia el Sudeste Asiático.                                                                                              | Mulam              |                        |                             |                                                                       |
| Lenguas tai-kadai Una familia originaria del sureste de China que se expandió hacia el Sudeste Asiático.                                                                                              | Maonan             |                        |                             |                                                                       |
| Lenguas tai-kadai Una familia originaria del sureste de China que se expandió hacia el Sudeste Asiático.                                                                                              | Sui                |                        |                             |                                                                       |
| Lenguas tai-kadai Una familia originaria del sureste de China que se expandió hacia el Sudeste Asiático.                                                                                              | T'en               |                        |                             |                                                                       |
| Lenguas tai-kadai Una familia originaria del sureste de China que se expandió hacia el Sudeste Asiático.                                                                                              | Lakkia             | Lakkia                 | Lakkia                      |                                                                       |
| Lenguas hmong-mien (miao-yao) La familia autóctona del SE de China, posiblemente las primeras lenguas conocidas en ocupar ese territorio.                                                             | Hmong (miao)       | Pa-Hng                 |                             |                                                                       |
| Lenguas hmong-mien (miao-yao) La familia autóctona del SE de China, posiblemente las primeras lenguas conocidas en ocupar ese territorio.                                                             | Hmong (miao)       | Jiongnai & Ho Ne (She) |                             |                                                                       |
| Lenguas hmong-mien (miao-yao) La familia autóctona del SE de China, posiblemente las primeras lenguas conocidas en ocupar ese territorio.                                                             | Hmong (miao)       | Hmong nuclear          |                             |                                                                       |
| Lenguas hmong-mien (miao-yao) La familia autóctona del SE de China, posiblemente las primeras lenguas conocidas en ocupar ese territorio.                                                             | Mien (yao)         | Mien-Biao Min          |                             |                                                                       |
| Lenguas hmong-mien (miao-yao) La familia autóctona del SE de China, posiblemente las primeras lenguas conocidas en ocupar ese territorio.                                                             | Mien (yao)         | Mun-Dzao               |                             |                                                                       |
| Lenguas austroasiáticas | Palaung            | Angkuico               | Angku                       | S. Yunnan                                                             |
| Lenguas austroasiáticas | Palaung            | Angkuico               | Kon keu                     | S. Yúnnán                                                             |
| Lenguas austroasiáticas | Palaung            | Angkuico               | Man met                     | S. Yúnnán                                                             |
| Lenguas austroasiáticas | Palaung            | Angkuico               | Samtao                      | S. Yúnnán                                                             |
| Lenguas austroasiáticas | Palaung            | Angkuico               | U                           | S. Yúnnán                                                             |
| Lenguas austroasiáticas | Palaung            | Waico                  | Blang                       | S. Yúnnán                                                             |
| Lenguas austroasiáticas | Palaung            | Waico                  | Parauk                      | S. Yúnnán                                                             |
| Lenguas austroasiáticas | Palaung            | Waico                  | Vo                          | S. Yúnnán                                                             |
| Lenguas austroasiáticas | Palaung            | Waico                  | Awa                         | S. Yúnnán                                                             |
| Lenguas austroasiáticas | Palaung            | Bit-Khang              | Bumang                      | S. Yúnnán                                                             |
| Lenguas austroasiáticas | Palaung            | Occidental             | Riang                       | S. Yúnnán                                                             |
| Lenguas austroasiáticas | Palaung            | Occidental             | Kuanhua                     | S. Yúnnán                                                             |
| Lenguas austroasiáticas | Pakánico           | Bolyu-Bugan            | Bolyu (巴琉)                | Lónglín (Guǎngxī)                                                     |
| Lenguas austroasiáticas | Pakánico           | Bolyu-Bugan            | Bugan (布甘)                | (Yúnnán)                                                              |
| Lenguas austroasiáticas | Pakánico           | Mang                   |                             |                                                                       |
| Lenguas altaicas Grupo de familias con rasgos similares presente en el centro-norte de Asia. | Túrquico           | Noroccidental          | Tártaro (鞑靼)              | Sinkiang (Xīnjiāng)                                                   |
| Lenguas altaicas Grupo de familias con rasgos similares presente en el centro-norte de Asia. | Túrquico           | Noroccidental          | Kazajo (哈萨克)             | Sinkiang (Xīnjiāng)                                                   |
| Lenguas altaicas Grupo de familias con rasgos similares presente en el centro-norte de Asia. | Túrquico           | Noroccidental          | Kirghiz (柯尔克孜)          | Sinkiang (Xīnjiāng)                                                   |
| Lenguas altaicas Grupo de familias con rasgos similares presente en el centro-norte de Asia. | Túrquico           | Suroccidental          | Salar (撒拉)                | Qinghai y Gansu                                                       |
| Lenguas altaicas Grupo de familias con rasgos similares presente en el centro-norte de Asia. | Túrquico           | Suroriental            | Uighur                      | Sinkiang (Xīnjiāng)                                                   |
| Lenguas altaicas Grupo de familias con rasgos similares presente en el centro-norte de Asia. | Túrquico           | Suroriental            | Ili Turki                   | Sinkiang (Xīnjiāng)                                                   |
| Lenguas altaicas Grupo de familias con rasgos similares presente en el centro-norte de Asia. | Túrquico           | Suroriental            | Äynu                        | Sinkiang (Xīnjiāng)                                                   |
| Lenguas altaicas Grupo de familias con rasgos similares presente en el centro-norte de Asia. | Mongólico          | Khalka-Buriat          |                             |                                                                       |
| Lenguas altaicas Grupo de familias con rasgos similares presente en el centro-norte de Asia. | Mongólico          | Oirat-Calmuco          |                             |                                                                       |
| Lenguas altaicas Grupo de familias con rasgos similares presente en el centro-norte de Asia. | Mongólico          | Monguor-Santa          |                             |                                                                       |
| Lenguas altaicas Grupo de familias con rasgos similares presente en el centro-norte de Asia. | Mongólico          | Dagur                  |                             |                                                                       |
| Lenguas altaicas Grupo de familias con rasgos similares presente en el centro-norte de Asia. | Tungúsico          | Septentrional          |                             |                                                                       |
| Lenguas altaicas Grupo de familias con rasgos similares presente en el centro-norte de Asia. | Tungúsico          | Suroccidental          |                             |                                                                       |
| Lenguas austronesias Familia que parece haberse expandido desde Taiwán, aunque originalmente habría aparecido en China.                                                                               | Formosano          | Kavalánico             |                             |                                                                       |
| Lenguas austronesias Familia que parece haberse expandido desde Taiwán, aunque originalmente habría aparecido en China.                                                                               | Formosano          | Septentrional          |                             |                                                                       |
| Lenguas austronesias Familia que parece haberse expandido desde Taiwán, aunque originalmente habría aparecido en China.                                                                               | Formosano          | Ami                    |                             |                                                                       |
| Lenguas austronesias Familia que parece haberse expandido desde Taiwán, aunque originalmente habría aparecido en China.                                                                               | Formosano          | Tsou-Rukai             |                             |                                                                       |
| Lenguas austronesias Familia que parece haberse expandido desde Taiwán, aunque originalmente habría aparecido en China.                                                                               | Formosano          | Otras                  |                             |                                                                       |
| Lenguas indoeuropeas Las modernas lenguas indoeuropeas de China están asociadas a la colonización europea, en la antigüedad existieron otras lenguas indoeuropeas de ramas diferentes a las modernas. | Eslavo             | Oriental               | Ruso                        |                                                                       |
| Lenguas indoeuropeas Las modernas lenguas indoeuropeas de China están asociadas a la colonización europea, en la antigüedad existieron otras lenguas indoeuropeas de ramas diferentes a las modernas. | Germánico          | Anglofrisio            | Inglés                      | Hong Kong                                                             |
| Lenguas indoeuropeas Las modernas lenguas indoeuropeas de China están asociadas a la colonización europea, en la antigüedad existieron otras lenguas indoeuropeas de ramas diferentes a las modernas. | Iranio             | Pamir                  | Sarikoli                    | Sinkiang (Xīnjiāng)                                                   |
| Lenguas indoeuropeas Las modernas lenguas indoeuropeas de China están asociadas a la colonización europea, en la antigüedad existieron otras lenguas indoeuropeas de ramas diferentes a las modernas. | Iranio             | Pamir                  | Wakhi                       | Sinkiang (Xīnjiāng)                                                   |
| Lenguas indoeuropeas Las modernas lenguas indoeuropeas de China están asociadas a la colonización europea, en la antigüedad existieron otras lenguas indoeuropeas de ramas diferentes a las modernas. | Románico           | Iberorromance          | Portugués                   | Macao                                                                 |